# Liste der Bürgermeister von Forstern
Überblick über die Bürgermeister der oberbayerischen Gemeinde Forstern.
| Bürgermeister | Bürgermeister     | Amtszeit                                       |
| ------------- | ----------------- | ---------------------------------------------- |
|               | Johann Scheichel  | 1842–1874 Vorsitzender des Gemeindeausschusses |
|               | Herr Eschbaumer   | 1874–1876                                      |
|               | Josef Ochs        | 1876–1894                                      |
|               | Anton Stangl      | 1894–1911                                      |
|               | Josef Huber       | 1912–1933                                      |
|               | Georg Liebl       | 1933–1937                                      |
|               | Fritz Gaigl       | 1937–1945                                      |
|               | Franz Xaver Riepl | 1945–1948                                      |
|               | Johann Reiser     | 1948–1976                                      |
|               | Josef Eicher      | 1976–1996                                      |
|               | Georg Els         | 1996–2020                                      |
|               | Reiner Streu      | seit 2020                                      |